# Adenta Municipal District
Der Distrikt Adenta Municipal District ist einer von 29 Distrikten der Greater Accra Region in Ghana. Er hat eine Größe von 78,99 km² und 237.546 Einwohner (2021).

## Geschichte
Ursprünglich war es Teil des damals größeren Tema Municipal District, der aus dem ehemaligen Tema District Council hervorgegangen ist, bis zwei Teile des Distrikts später in Adenta Municipal District (vom nordwestlichen Teil) und Ashaiman Municipal District (vom nördlichen Mittelteil) jeweils am 29. Februar 2008; so wurde der verbleibende Teil im selben Jahr in den Status einer Metropolitan District Assembly erhoben, um der Tema Metropolitan District zu werden. Die Gemeinde liegt im zentralen Teil der Greater Accra Region und hat Adenta East als Hauptstadt.

## Einwohnerentwicklung
Die folgende Übersicht zeigt die Einwohnerzahlen nach dem jeweiligen Gebietsstand.
| Jahr | Einwohner |
| ---- | --------- |
| 2010 | 78.215    |
| 2021 | 237.546   |